# Antocha indumeni
Antocha indumeni är en tvåvingeart som beskrevs av Alexander 1956. Antocha indumeni ingår i släktet Antocha och familjen småharkrankar. Inga underarter finns listade i Catalogue of Life.